# Louise Lovely
Louise Lovely (28 février 1895 - 18 mars 1980) est la première actrice australienne à connaître le succès à Hollywood,.

## Biographie

### Ses débuts
Sous le nom de Louise Carbasse, Louise Lovely commença à jouer à l'âge de 9 ans dans une adaptation théâtrale de La Case de l'Oncle Tom, devenant ensuite une enfant-acteur repérée par une société de production australienne, l'Australian Life Biograph Company, dans un paysage cinématographique qui n'avait rien à envier à celui des États-Unis.

### Hollywood
Âgée de 16 ans, elle devint l'épouse de Wilton Welch, acteur lui aussi, avec qui elle partit pour Hollywood, espérant rééditer leur succès australien. Selon la légende, ce fut Carl Laemmle, patron des studios Universal, qui la rebaptisa Louise Lovely.
Elle fit ses débuts américains dans Stronger than Death aux côtés de Lon Chaney et d'un autre expatrié australien, Arthur Shirley, devenant au fil du temps, une des stars du début du cinéma muet contraintes d'imiter la vraie vedette, Mary Pickford.

### Le retour en Australie
En 1924, Louise et son mari retournèrent en Australie, plus intéressés cette fois par la production cinématographique. S'ils avaient déjà collaboré à un documentaire sur l'envers du décor (A Day At The Studio), leurs plans étaient cette fois-ci beaucoup plus ambitieux, puisqu'ils réalisèrent une audition de 23 000 acteurs et actrices australiens en vue d'en sélectionner 20 pour leur prochain film, Jewelled Nights (en). basé sur un roman de Marie Bjelke Petersen (en). Le succès relatif de ce film ne permit pas de compenser ses coûts, et ce fut donc le dernier de Louise Lovely.

## Filmographie partielle
- 1911 : One Hundred Years Ago
- 1911 : The Colleen Bawn

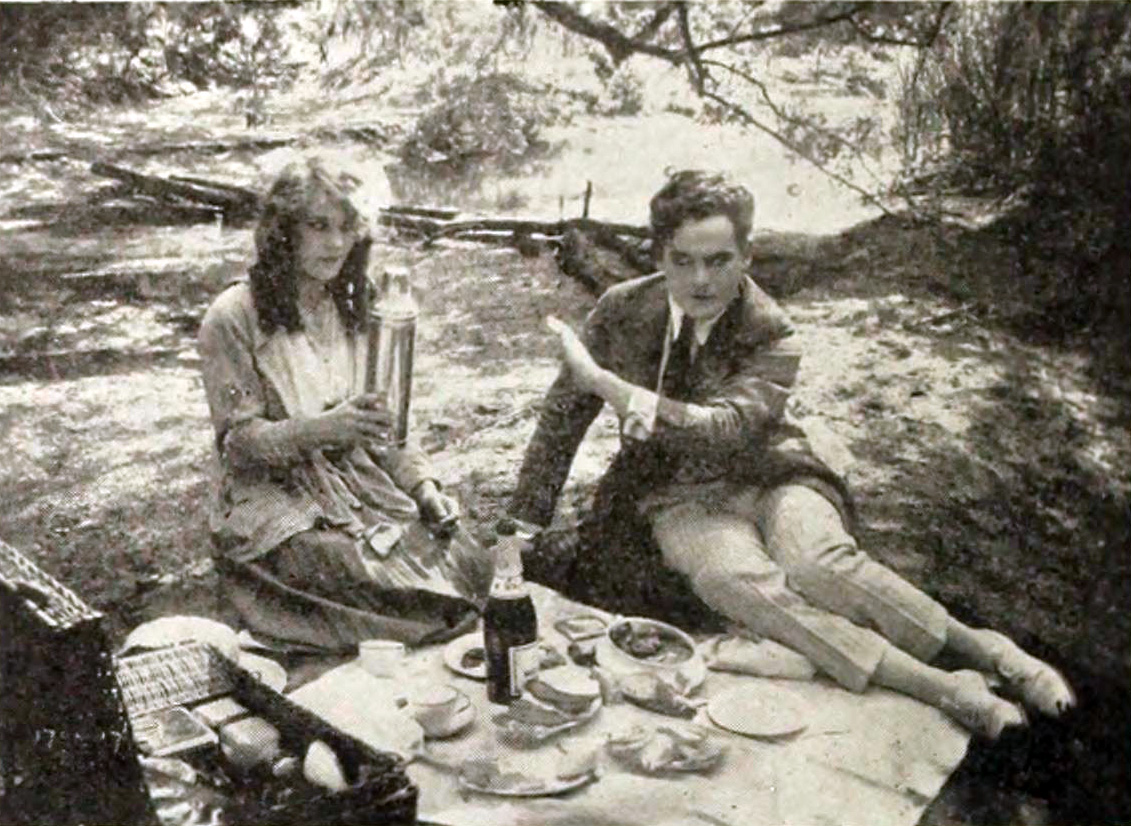
Bobbie of the Ballet (1916)

- 1911 : A Tale of the Australian Bush
- 1912 : Hands Across the Sea
- 1912 : A Daughter of Australia (en) de Harry Beaumont
- 1912 : Conn, the Shaughraun
- 1912 : The Wreck of the Dunbar or The Yeoman's Wedding
- 1912 : The Ticket of Leave Man
- 1915 : Stronger Than Death
- 1916 : The Gilded Spider
- 1916 : Tangled Hearts
- 1916 : The Grasp of Greed, de Joseph De Grasse : Alice Gordon
- 1916 : Bobbie of the Ballet (en)
- 1918 : Nobody's Wife
- 1919 : Après le typhon (The Man Hunter), de Frank Lloyd : Helen Garfield
- 1919 : The Lone Star Ranger de J. Gordon Edwards
- 1920 : L'Enjeu mortel (The Twins of Suffering Creek) de Scott R. Dunlap et William A. Wellman : Little Casino
- 1920 : The Butterfly Man, de Ida May Park : Bessie Morgan
- 1925 : Jewelled Nights